# Festival del cinema africano di Tarifa
Il Festival del cinema africano di Tarifa (noto anche con la sigla FCAT) è un festival cinematografico internazionale dedicato al cinema africano che si tiene ogni anno nella città di Cordova, in Spagna.
Il festival nasce nel 2004 come Mostra del cinema africano di Tarifa, che viene ripetuta con una seconda e terza edizione nel 2005 e 2006; la rassegna assume l'attuale nome a partire dalla quarta edizione nel 2007. Dall'anno 2012, il Festival cambia sede spostandosi a Cordoba, nel sud della Spagna. Inoltre, per prima volta il festival proietta film non solo dei paesi dell'Africa subsahariana ma anche del mondo arabo.
Il festival ha come oggetto allontanare il pubblico dagli stereotipi spesso associati a questi paesi, dove non esistono solo guerre, fame e malattie come i mass media tendono a trasmettere. La varietà della produzione cinematografica dell'Africa e dei paesi arabi viene presentata nello FCAT attraverso varie sezioni in concorso e non in concorso.
Le sezioni in concorso sono 3:
- El Sueño Africano (lungometraggi)
- Del Otro Lado del Estrecho (documentari)
- África en Corto (cortometraggi)

Le altre 4 sezioni non in concorso sono: 
- Pantalla abierta
- Animáfrica
- Sezione monografica
- Sezione Diaspora Africana

A parte le proiezioni filmiche, il Festival organizza un ampio spettro di attività: seminari, workshop, concerti, incontri professionali, ecc. che cambia ogni anno. Inoltre il festival offre uno spazio ad-hoc per la co-produzione, il foro Africa Produce. Registi, produttori e distributori dell'industria cinematografica dell'Europa, del Medio Oriente e dell'Africa si incontrano durante una settimana con l'obbiettivo di firmare accordi di co-produzione e distribuzione.